# Conrad Kersten
Conrad Kersten (manchmal als Konrad Kersten geschrieben) (* 4. März 1683 in Spangenberg; † 12. April 1759 in Elberfeld) war Mitgründer des ersten Elberfelder Bankhauses Gebrüder Kersten.
Conrad Kersten war 1722 aus Spangenberg nach Elberfeld zugewandert und betrieb ein Handelsgeschäft unter anderem mit Garn, Leinenband und Kolonialwaren. Am 30. August 1711 heiratete er Anna Christina Teschemacher, die Tochter Kaspar Teschemachers, der aus einer einflussreichen Elberfelder Familie stammte, die mehrere Bürgermeister stellte. Er gehörte damit zur gesellschaftlichen Oberschicht. 1735 kehrte Kersten – vermutlich wegen eines Zusammenbruchs seines Geschäftes – nach Spangenberg zurück und versuchte, sich dort eine neue Existenz aufzubauen. Wegen mangelnden Erfolges zog er 1746 wieder nach Elberfeld und gründete ein neues Geschäft. Er handelte überwiegend mit Rosinen, Zimt, Kaffee, Tran, Öl und Seife.
Das Unternehmen wurde von seinen beiden Söhnen Abraham Kersten und Caspar Kersten (1734–1808) unter dem Namen Gebrüder Kersten am 1. Oktober 1754 übernommen. Stand zunächst noch der Handel mit Waren aller Art im Vordergrund, verlagerte sich der Schwerpunkt nach und nach auf Geldgeschäfte, zum Beispiel den Handel mit Wechseln. Seit etwa 1780 waren die Geldgeschäfte der wichtigere Teil des Geschäfts. Conrad Kersten hatte sich schon seit Jahren nach und nach aus dem Geschäft zurückgezogen und starb wenige Jahre später. 1827 wurde Gebr. Kersten in Bankhaus von der Heydt-Kersten & Söhne umfirmiert. 